# 伊勢丹立川店
伊勢丹立川店（いせたんたちかわてん）は、東京都立川市に所在し、三越伊勢丹が運営する商業施設。

## 概要
伊勢丹初の支店として1947年に立川駅南口に開業し、2001年に現在の立川駅北口に移転した。

### 移転・増床
1990年代初頭には立川駅南口への3度目の移転・増床を検討していたが、バブル経済崩壊で実現しなかった。これに対し、1995年にライバルの髙島屋立川店が売場面積を増床したため窮地に陥り、40代以上の女性に絞った売場作りを余儀なくされ、年商はピークの1991年の半分となる109億円（1999年度）にまで落ち込んだ。しかし、1996年秋に景気底入れと多摩都市モノレール開通を見込んで北口への再進出を決定し、2001年に3度目の移転・増床がようやく実現した。
JR立川駅や多摩都市モノレール立川北駅と直結した新店舗は旧店舗の2.8倍の37,500m²に売場面積を拡大し、松戸店や相模原店と同等の規模になった。ミセス層に加え、伊勢丹が得意とする20代・30代女性向けの売場も強化する。2000年12月25日に旧店舗の閉店、2001年1月24日に開店で冬物衣料のバーゲン時期の最盛期には営業できない分、移転当初は1月下旬から春物衣料を全体の6割として、季節の先取りで競合他店との差別化を図った。開業準備を指揮した関根純取締役はジェイアール京都伊勢丹開業時の店長で、同店に京都店が近接する京都近鉄百貨店社長の小山禎三に「やられっぱなしだった」と言わしめ、2007年に閉店に追い込ませるという実績も持っており、立川地区での競争激化が懸念された。
事実、同じ立川駅前では百貨店として駅ビルのグランデュオ立川も営業を続けているが、近隣の髙島屋立川店はテナント入居を主とする「立川髙島屋S.C.」への業態転換に追い込まれ、多摩地区でもそごう八王子店や同じ伊勢丹の府中店、ココリア多摩センターから核店舗の三越が撤退している。また、伊勢丹でも、松戸店や相模原店、同じ多摩地区の吉祥寺店、あるいはグループの小倉伊勢丹や三越の各支店が次々と閉鎖されているが、当店は、浦和店や静岡伊勢丹、ジェイアール京都伊勢丹と共に優良店舗として存続している。

### 年表
- 1947年（昭和22年）10月10日 - 伊勢丹初の支店として立川駅南口に文具等を販売する小規模な店舗として開店する。その後、北口の昭和記念公園通り（旧:立川銀座通り）や立川北口大通り沿い西側（現:三井住友信託銀行立川支店付近）など、店舗拡大をするごとに移転した。
- 1952年（昭和27年）2月1日　店舗移転。売場面積547㎡。[2]
- 1956年（昭和31年）4月25日　曙町2丁目78－1に再移転。売場面積3560㎡。本格的に百貨店として営業開始。[2]
- 1958年（昭和33年）11月21日　店舗増築完成。1階から6階総面積1064㎡。[2]
- 1959年（昭和34年）2月24日　　6階増築完成。展望食堂も設けられた。[2]
- 1970年（昭和45年）9月12日-曙町2丁目12－2 、 立川北口大通り沿い東側に建つ立川曙町8953ビルに移転(当時の名称は金辰ビル)延べ床面積22000㎡、売り場面積13332㎡。（同ビルは、2001年1月以降、ビックカメラやユザワヤが入居している[3]）。[2]
- 1975年（昭和50年）9月11日　移転後初の全館リモデルオープン。[2]
- 1982年（昭和57年）9月15日　総工費5億円かけて移転後2度目の全館リモデルオープン。[2]
- 1987年（昭和62年）9月16日　移転後3度目の全館リモデル。婦人服売場を拡張。[2]
- 2001年（平成13年）1月24日 - 現在地に移転、売場面積40,060m²の高島屋立川店を超えて地域一番店となった。
- 2020年（令和2年）2月26日　1階化粧品売場全面リモデルオープン。

## 店内構成
主なテナント（2020年現在）
- プラダ
- サルヴァトーレ・フェラガモ

| 階  | 2001年移転時のフロア概要                           |
| --- | -------------------------------------------------- |
| 8階 | 時計・宝飾・眼鏡、レストラン                       |
| 7階 | ベビー・子供服、玩具                               |
| 6階 | 生活雑貨、文具、60代以上向け医療・健康用品ショップ |
| 5階 | 紳士服、スポーツウエア                             |
| 4階 | 婦人服（40代～50代）                               |
| 3階 | 婦人服（20代～30代）、婦人肌着                     |
| 2階 | 婦人服飾雑貨、海外ブランドブティック               |
| 1階 | カジュアルウエア（20代～30代）、化粧品             |
| B1  | 食料品                                             |
| B2  | 駐車場                                             |